# Cachua

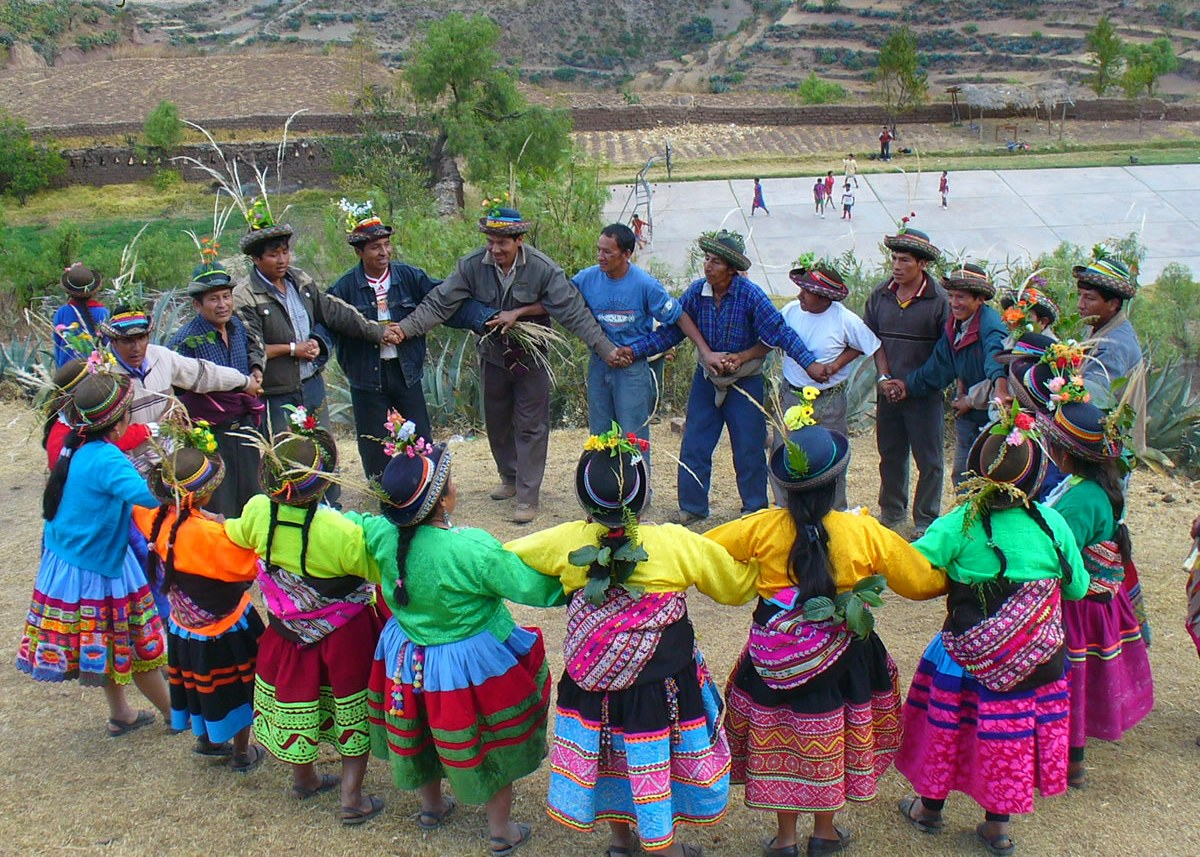
Cachua in Sarhua (Sarwa), Provinz Víctor Fajardo, Region Ayacucho, Peru

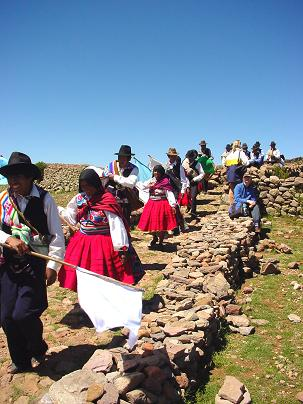
Cachua-Tänzer auf der Insel Amantaní im Titicaca-See, Peru

Cachua (Aussprache ˈqɑt͡ʃwa mit stimmlosem uvularem Plosiv oder ˈχɑt͡ʃwa mit stimmlosem uvularem Frikativ) – hispanisiert aus Quechua oder Aymara Qachwa (Chanka-Quechua, Huallaga-Quechua), Qatswa (Ancash-Quechua), Qhachwa (Qusqu-Qullaw-Quechua, Aymara) oder Qhaswa (AMLQ-Schreibung für Cusco), auch Qhashwa – ist ein traditioneller Tanz, der in den zentralen und südlichen Anden Perus und Boliviens verbreitet ist.

## Musik
Ähnlich wie der Huaino wird die Cachua im Zweivierteltakt gespielt, wobei sich in einem Takt eine Viertelnote mit zwei Achtelnoten abwechseln, und zwar typischerweise am Beginn eines Takts eine Viertelnote und dann zwei Achtelnoten, im nächsten Takt zuerst zwei Achtelnoten und dann wieder eine Viertelnote (also jeweils vier Achtelnoten und zwei Viertelnoten hintereinander, aber „taktübergreifend“). Die Melodien sind traditionell pentatonisch. Als Instrumente sind traditionell Flöten (Quena, Panflöte) und Trommeln verbreitet, ebenso können aber auch Saiteninstrumente wie Charango oder Gitarre zum Einsatz kommen. Es kann dazu auch gesungen werden, wobei Verspaare wiederholt werden.

## Tanz
Die Cachua ist ein Kreistanz mit Paaren, bei denen die Männer mit den Schuhen schlagen und sich die Frauen um die eigene Achse drehen. Die Anlässe können variieren und reichen von Verlobungen bis hin zur Feier von Weihnachten.

## Geschichte
Die Cachua geht auf die Zeit vor der spanischen Eroberung Perus zurück und wurde bereits in der Inkazeit getanzt. Diego González Holguín nennt 1608 in seinem Vocabulario de la lengua general del Perú unter dem Stichwort Kachua (an anderen Stellen Cachua) einen „Tanz, bei dem man sich an den Händen hält“. Als vorkolumbianische indigene Tradition ist die Cachua stärker als andere Musikgattungen mit der Kultur der Quechua und Aymara verbunden.